# Адилбаев, Жалгас Жумаевич
Жалгас Жумаевич Адилбаев (каз. Жалғас Жұмаұлы Әділбаев; родился 15 декабря 1964, Жарсуат, Гурьевская область, Казахская ССР, СССР) — казахстанский дипломат.
Чрезвычайный и Полномочный Посол Республики Казахстан в Монголии (2019—2022).

## Биография
Образование, специальность (квалификация), лицензии:
Казахский Государственный университет им. С.М. Кирова, с отличием
Специальность «Историк, преподаватель социально-политических дисциплин»
Казахский национальный университет им. Аль-Фараби, аспирантура
Доктор PhD
Дипломатический ранг - Чрезвычайный и Полномочный Посланник II класса (2015); Чрезвычайный и Полномочный Посланник I класса (2021)
В 1983—1985 годы служил в рядах Советской Армии.
В 1990 году окончил с отличием Казахский государственный университет им. С.М. Кирова.
1997—2000 годы — Начальник Отдела Государственного Протокола.
2000—2004 годы — Руководитель Службы Государственного Протокола Министерства иностранных дел Республики Казахстан (МИД РК).
2004—2008 годы — Советник Посольства Республики Казахстан в Литовской Республике.
2008—2009 годы — Советник-Посланник Посольства Республики Казахстан в Республике Австрия.
2009—2010 годы — Генеральный консул Республики Казахстан в городе Горган (Исламская Республика Иран).
2010—2011 годы — Заместитель председателя Комитета международного экономического сотрудничества МИД РК.
2011—2015 годы — Посол по особым поручениям МИД РК по взаимодействию с парламентом Республики Казахстан и по работе с общественными организациями.
2015—2017 годы — Советник-Посланник Посольства Республики Казахстан в Республике Армения.
2017—2019 годы — Посол по особым поручениям МИД РК по взаимодействию с парламентом Республики Казахстан и по работе с общественными организациями.
С 15 августа 2019 года по 8 апреля 2022 года — Чрезвычайный и Полномочный Посол Республики Казахстан в Монголии.
С апреля 2022 года — Посол по особым поручениям МИД РК по взаимодействию с парламентом Республики Казахстан и по работе с общественными организациями.

## Научная деятельность
Научные, литературные труды, публикации:
- Монография: ISBN 978-9919-23-236-8 Адилбаев Ж.Ж.«Казахстан и Армения: современное состояние и перспективы», г.Улан-Батор, издательство «КИТАБ», 2020 г., с.3-246
- Моңғолия қазақтары: танымал тұлғалар [Мәтін]: (тарихи-анықтамалық жинақ)/; [Ақылдастар алқасы: [ж. б.] ; Кіріспе мен қорытынды: Ж. Әділбаев]... – Ұлан-Батыр : [б. ж.], 2020. - 239 б. . – Пайдал. әдеб.: 239 б. . – [т. ж.] – ISBN 978-9919-20-061-9 (мұқ.).

## Награды
- Орден «Курмет» (декабрь 2020 года)
- Медаль «Найрамдал» (январь 2025 года)